# Carex idahoa
Espèce
Classification phylogénétique
Carex idahoa est une espèce de plantes du genre Carex et de la famille des Cyperaceae.